# Острогота
Вижте пояснителната страница за други личности с името Острогота.
Острогота (Ostrogota) е крал на остготите през ок. 240 година. Син е на Изарна (Isarna).
По време на Гордиан III (243 г.), който се нарича „победител на готите“, се съобщава за водач на врага краля на скитите Аргунтис (Argunthis), може би същият, който е изпратен против Филип Араб (Филип I Араб) (244 – 249) под името Аргайт (Argait) с един друг военен Гунтхерих (Guntherich) от краля на готите Острогота през Дунав, да опустошават Мизия и Тракия. Острогота е първа историческа личност от реда на остготските крале от къщата на Амалите (идва от „амби“, да се старае, всъщност „старателните герои“).
Неговите предшественици в царството не са Амали и са в повечето случаи от легендите. Той скъсва с дългите мирни отношения с Рим заради неизплащане на договорните годишни плащания.
Той побеждава и съседните му гепиди, които искат да им се отстъпят гранични земи.
Кралят на гепидите Фастида побеждава бургундите и други съседи и се опитва (ок. 250) да се разшири за сметка на силното царство на Острогота. Желае от него отстъпка на земи, за да станат и гепидите също съседи на богатите и незащитни римски провинции, от които Осрогота е печелил големи плячки. Понеже това желание е върнато обратно, се стига до битка на река Ауча (Aucha, сега Вааг, влива се в Дунав в Унгария) при град Галтис. Гепидите са победени и отблъснати в старите им места.
Острогота издига мощността на остготите също значително и срещу живеещите наблизо германи.
Острогота има дете Хунвил (Хунилд).
След Острогота крал на остготите става Книва (260 г.), който е от друг род.